# 台北捷運公司
| 台北捷運淡水線剣潭駅 |  | 猫空ロープウェイ |
| 台北捷運淡水線剣潭駅 |  | 猫空ロープウェイ |

台北捷運公司（たいぺいしょううんこうし、略称：北捷）は台湾で運輸業を営む企業である。台北捷運、猫空ロープウェイ、台北アリーナ、YouBike（台北市公共自転車）（ジャイアントに委託）を運営している。
株主には台北市政府、交通部、新北市政府、唐栄鉄工廠、台北富邦銀行、兆豊国際商業銀行、合作金庫銀行の7法人である。このうち台北市政府が73.75%を持つ最大の株主である。台北捷運公司と台北市政府捷運工程局は共同で1つのビルに入っている（「捷運行政ビル」、台北捷運双連駅近く）。台北市政府捷運工程局は路線の計画と建設を行い、台北捷運公司は運営を司っている。

## 歴史
- 1986年 - 行政院が台北都会区の捷運初期路線網を決定した。[3]
- 1988年12月15日 - 台北捷運の建設を開始した[3]。
- 1989年12月18日 - 台北捷運公司計画準備処が作られた。
- 1994年7月29日 - 台北捷運公司が正式に設立された。
- 1996年3月28日 - 台北捷運の最初の路線である木柵線が開通した[3]。（新交通システム）
- 1997年3月28日 - 鉄道システムの淡水線（淡水 - 中山）が開通した[3]。（以後の開通路線については台北捷運参照）
- 1998年7月20日 - 木柵線の旅客サービスがISO 9002認証を取得した[3]。
- 1998年12月22日 - 輸送人員が1億人を超えた[3]。
- 1999年5月 - 中山地下街（中国語版）の営業を開始
- 1999年10月18日 - 捷運接続バスを開始した[3]。
- 1999年12月31日 - 翌日まで終夜営業を行った[3]。（以後毎年の越年時は終夜運行）
- 2000年12月22日 - 営業時間を午後12時まで延長した[3]。
- 2001年1月4日 - 累計輸送人員が5億人を超えた[3]。
- 2001年5月25日 - 台北捷運の旅客輸送サービスがISO 9002認証を取得した[3]。
- 2001年9月17日 - 台北が台風第16号に見舞われ、台北捷運が多大な損害を受けた。
- 2002年2月7日 - コーポレートアイデンティティを変更し、「metro Taipei」と車両などに表示開始した[3]。
- 2002年4月25日 - 「2002年台北国際捷運博覧会」が開催された[3]。
- 2002年6月12日 - 悠遊卡（Easycard）を部分的に試用開始した[3]。
- 2002年7月19日 - 東区地下街（中国語版）（忠孝敦化駅と忠孝復興駅の間）の運営開始
- 2002年9月30日 - 悠遊卡を正式に全面使用開始した[3]。
- 2003年1月18日 - 台湾桃園国際空港のスカイトレインの運営開始[4]。
- 2003年11月1日 - 捷運とバス間での乗継割引を開始した[3]。
- 2004年 - 台北捷運公司が社員の悠遊卡不正横領事件で震撼した[5]。
- 2004年7月29日 - 台北捷運公司成立10周年で記念式典などのイベントや記念切符を発売した[3]。
- 2005年7月15日 - 1日乗車用悠遊卡を発売開始した[3]。
- 2005年8月16日 - 累計輸送人員が20億人を超えた[3]。
- 2005年9月17日 - 龍山寺地下街（中国語版）の運営開始。
- 2006年3月28日 - 台北捷運開通10周年で記念式典などのイベントや記念切符を発売した[3]。
- 2006年12月1日 - 台北駅と忠孝復興駅でホームドアを使用開始した[3]。
- 2007年5月22日 - IC式のトークン（コイン型乗車券）を使用開始した[3]。
- 2007年7月4日 - 猫空ロープウェイを営業開始した。
- 2007年8月1日 - 磁気式の最低区間切符を使用停止し、全面的にICトークンに切り替えた[3]。
- 2007年8月22日 - 台北アリーナの運営を開始した。
- 2008年2月22日 - 累計輸送人員が30億人を超えた[3]。
- 2008年7月1日 - 猫空ロープウェイの累計輸送人員が500万人を超えた[3]。
- 2010年4月22日 - 累計輸送人員が40億人を超えた[3]。
- 2012年2月17日 - 累計輸送人員が50億人を超えた[3]。
- 2013年10月6日 - 累計輸送人員が60億人を超えた[6]。
- 2014年12月16日 - 台北市立児童新楽園（中国語版）（士林区）の運営を開始。
- 2017年2月 - 累計輸送人員が80億人を超えた[7]。
- 2019年3月31日 - 累計輸送人員が100億人に到達した。100億人目の旅客は新荘駅で出現している[8]。

| 悠遊卡 |  | 桃園機場スカイトレイン（機場電車） |
| 悠遊卡 |  | 桃園機場スカイトレイン（機場電車） |

| 台北アリーナ |  | 台北市立児童新楽園 |
| 台北アリーナ |  | 台北市立児童新楽園 |

| 台北地下街 |  | 東区地下街 |
| 台北地下街 |  | 東区地下街 |